# Robbedoes en de erfgenamen
Robbedoes en de erfgenamen is het vierde album uit de stripreeks Robbedoes en Kwabbernoot. Het verhaal werd getekend door André Franquin. Het album wordt sinds 1953 uitgegeven bij Dupuis. De voorpublicatie in Spirou/Robbedoes liep tussen 26 juli 1951 en 13 maart 1952 (nummers 693-726).
Het is het eerste verhaal uit de Robbedoes en Kwabbernoot-reeks met een rol voor de Marsupilami, die daarna een vast personage in de serie zou blijven tot en met Tempo Taboe (1974).

## Achtergrond

### Kwabberhefschroef
Franquin herinnerde zich ruime tijd na het maken van het verhaal dat hij zaken als de kwabberhefschroef die Kwabbernoot hier uitvindt, al eens eerder had gezien. Hij zou de machine hebben gezien in het Amerikaanse tijdschrift Collier's of The Saturday Evening Post en vermoedde dat het in zijn hoofd was blijven zitten.

### Grote Prijs van Cocochamps
Voor de tweede proef, de Grote Prijs van Cocochamps, baseerde Franquin zich op de formule 1-wedstrijden van Spa-Francorchamps, een circuit dat hij kende uit zijn jeugd. De wagens zijn gebaseerd op modellen uit die tijd, begin jaren 50. Zo zitten in het verhaal een Ferrari 375, een Alfa Romeo 158 en een Maserati 4CLT/48. Ook de coureurs zijn gebaseerd op echte coureurs uit die tijd, zij het onder een andere naam. "Banjo" verwijst naar Juan Manuel Fangio, "Ronfaflès" naar José Froilán González, "Prunier" naar Louis Rosier, "Farinoli" naar Nino Farina en Luigi Fagioli en "Alesi" naar Alberto Ascari. Het merk waar de hoofdpersonages mee rijden, Tarbot, is een verwijzing naar Talbot. De sportwagens van het merk lijken dan weer geïnspireerd op de Ferrari- en Alfa Romeo-modellen uit de formule 1.

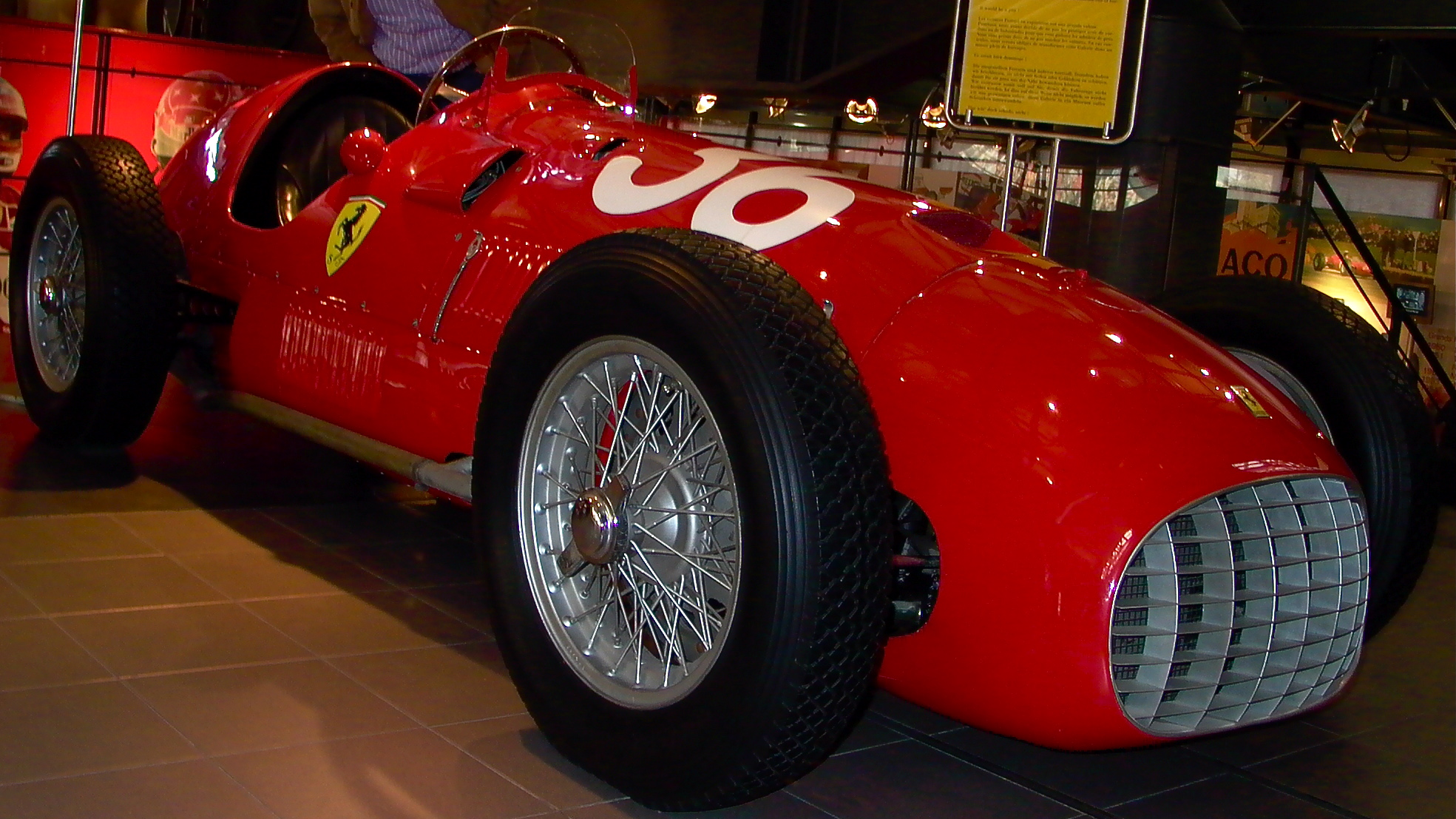
Ferrari 375
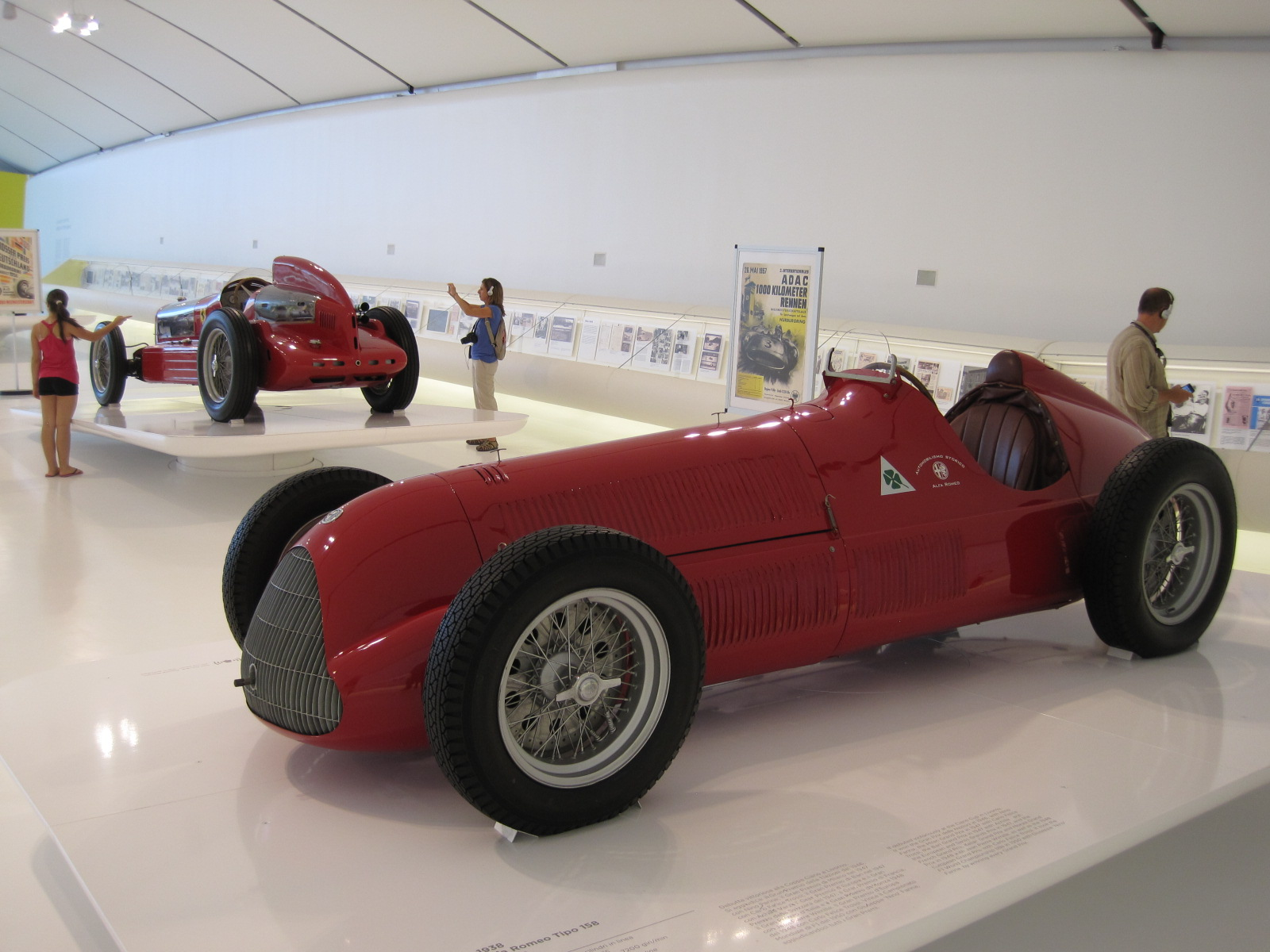
Alfa Romeo 158
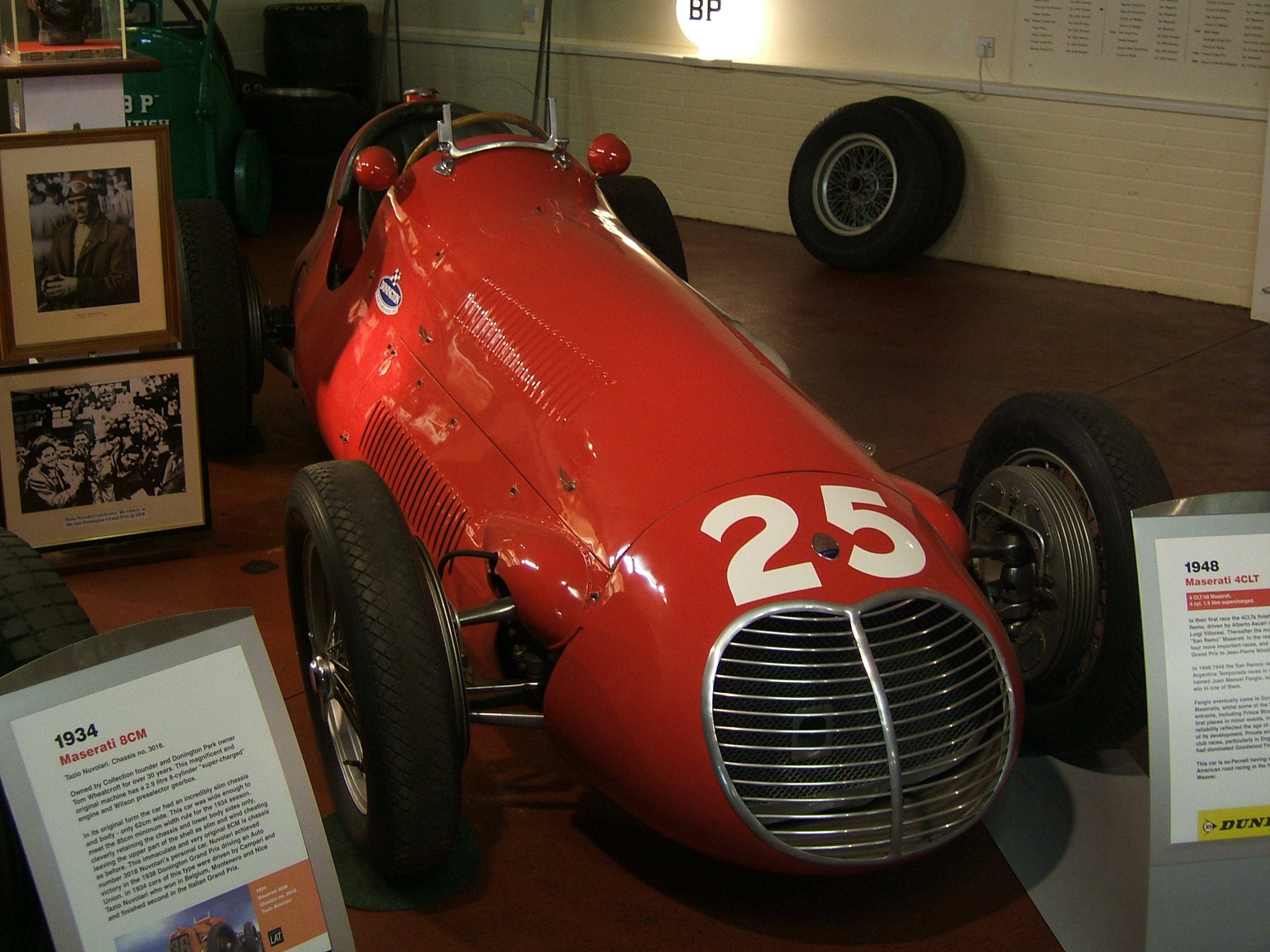
Maserati 4CLT/48

### Marsupilami
Voor de derde proef bedenkt Franquin de Marsupilami, die op 31 januari 1952 zijn intrede maakt in de voorpublicatie. Als locatie gebruikt hij het fictieve Zuid-Amerikaanse Palombië, een samentrekking van de Franse woorden "palombe" (houtduif) en "Colombie" (Colombia), een land dat later nog zou worden gebruikt in het oeuvre van Franquin. Hij baseerde zich voor het land op zijn recente reis naar Mexico en voegt er wat kenmerken van het Amazonegebied aan toe. Het belangrijkste kenmerk van het dier, de lange staart, is ontsproten aan een herinnering van toen Franquin nog samen met Will en Morris bij Jijé woonde. Ze namen er geregeld de tram tussen Brussel en Waterloo, waar de conducteur hen eens opviel. Die leek handen te kort te komen voor al zijn taken en ze verzonnen dat hij een extra orgaan kon gebruiken: een lange staart. De andere kenmerken kwamen pas bij het bedenken van het dier, op een dag waarop hij met zijn vrouw en Will honderduit allerlei eigenschappen bedacht.
De naam van het dier is een porte-manteau van Marsupialia (buideldieren), Pilou Pilou (een personage uit Popeye, waar Franquin als kind fan van was), het Franse poil (vacht) en het Franse ami (vriend). De verwijzing naar de buideldieren vond Franquin later zelf ongelukkig. Hij wou er een buideldier van maken, maar buideldieren komen niet voor in Zuid-Amerika (althans, dat dacht Franquin; er komen er echter wel voor). Het werd later een eierleggend zoogdier.

### Wiebeling
Robbedoes en de erfgenamen is het eerste verhaal waarin Wiebeling meespeelt, de neef van Kwabbernoot en de grootste slechterik uit de reeks, die nog vaak zou verschijnen in de reeks. Zij Franse naam, Zantafio, is een verdraaiing van Kwabbernoots Franse naam, Fantasio. Voor het uiterlijk zocht Franquin een gelijkenis en een contrast met Kwabbernoot: fysiek lijkt hij op Kwabbernoot, maar de donkere kleur van zijn haar contrasteert met het blond van Kwabbernoot. Franquin hield niet van echte schurken en Wiebeling werd dan ook berouwvol op het einde van dit verhaal. In De dictator en de paddestoel keert hij echter terug als tegenstander.

## Verhaal
Een oom van Kwabbernoot is gestorven. De erfenis zal gaan naar Kwabbernoot of diens neef Wiebeling. Om dat te beslechten, moeten ze drie zogeheten heldendaden verrichten. Wie daar in uitblinkt, krijgt de erfenis. Notaris Bitsig zal als jury fungeren.
De eerste proef is het zonder hulp uitvinden van een apparaat van algemeen nut. Kwabbernoot bedenkt enkele snufjes waar Robbedoes twijfels bij heeft, maar komt uiteindelijk op het idee van de kwabberhefschroef, een apparaat met een helikopterrotor waarmee iemand kan vliegen en dat op de rug gedragen wordt. Wiebeling zit zonder idee en spiedt bij zijn neef. Hij is onder de indruk en besluit een gelijkaardig iets te maken, maar dan beter. Hij roept, tegen de regels van de wedstrijd in, de hulp in van een monteur. Zo komt Wiebeling op de proppen met de wiebstraal, een zeer snelle motorfiets type Vespa die kan vliegen als een vliegtuig. Het toestel is veel sneller en indrukwekkender dan de kwabberhefschroef. Wiebeling scheert voor de show rakelings langs een huis, dat daardoor in brand schiet. Er blijkt nog een kind in het huis te zitten. Robbedoes kan de jongen en zijn huisdier, een witte muis, met de wendbare kwabberhefschroef uit het brandende huis redden. Notaris Bitsig kent de overwinning van de proef daarom toe aan Kwabbernoot.
De tweede proef is het meedoen aan een autowedstrijd en het behalen van de top 6. Kwabbernoot meldt zich aan bij Tarbot, een automerk dat meedoet aan formule 1. Kwabbernoot mag in de leer bij een zekere Martin. Conform de regels van de erfenisstrijd licht Kwabbernoot Wiebeling in over de leermogelijkheden bij Tarbot. Wiebeling treedt ook toe. De lessen schieten op, maar het ziet er niet naar uit dat de twee snel aan een wedstrijd zullen mogen meedoen: Martin en zijn collega Kogels zijn eerste piloten, dus is er voor de twee neven geen plaats. Kwabbernoot is vanwege zijn betere prestaties de eerste reservepiloot, waardoor Wiebelings kansen om te rijden nog kleiner worden. Wiebeling schakelt daarom iemand in om de twee piloten vast te houden tot de volgende autowedstrijd, zodat hij kan meedoen. Als gevolg zal ook Kwabbernoot meedoen.
Op de dag van de rally vangt Robbedoes een gesprek op tussen Wiebeling en een andere coureur. Wiebeling betaalt deze coureur met de zwarte helm om Kwabbernoot van de baan te rijden. Robbedoes wil de wedstrijdcommissaris inlichten, maar door een ongeluk verliest hij het bewustzijn tot net voor de start. Robbedoes slaagt er nog net in om op de startplaats Wiebeling uit zijn auto te sleuren en zijn plaats in te pikken, zodat hij kan beletten de coureur met de zwarte helm zijn gevaarlijke plan uit te voeren. Robbedoes heeft dan wel geen ervaring als racepiloot, toch was hij er telkens bij toen Kwabbernoot oefende. Robbedoes slaagt erin de coureur te doen vertragen, waardoor die een gevaarlijk manoeuvre neemt om de voorliggende Kwabbernoot in te halen. Hij gaat uit de bocht en crasht. Wiebeling is intussen ook wat van plan. Hij wil Kwabbernoot met behulp van een vlag doen geloven dat er olie op de baan ligt om hem te doen vertragen. Spip steekt daar echter een stokje voor. De wedstrijd verloopt verder vlot en Kwabbernoot wordt derde. Martin en Kogels hebben zich ondertussen weten te bevrijden en zo komt heel Wiebelings opzet aan het licht. Kwabbernoot besluit sportief om notaris Bitsig niet in te lichten.
Een maand later wint Wiebeling een wedstrijd, die echter ook getekend werd door rare omstandigheden. Wegens gebrek aan bewijs staat het in de strijd om de erfenis 1-1. De derde proef wordt beslissend.
Die proef wordt het vangen van een Marsupilami, een nagenoeg onbekend dier uit de Zuid-Amerikaanse jungle van Palombië. Een inwoner wijst hen de weg, maar waarschuwt voor een onmogelijk opdracht. Moeizaam slagen Robbedoes en Kwabbernoot er toch in binnen te treden in de leefwereld van het dier. Op een dag ziet een Marsupilami de twee helden. Het gestuntel van Kwabbernoot doet het dier lachen; een gevoel dat het dier niet kende. Hij went al snel aan hun aanwezigheid en begint grapjes met ze uit te halen. Ze krijgen zo de kans zijn gedrag te noteren. Hem vangen lijkt echter een moeilijkere klus, maar het dier helpt onvrijwillig een handje: in het kamp van Robbedoes en Kwabbernoot vindt hij een bus spiritus, die hij compleet opdrinkt en waardoor hij bewusteloos neervalt. Bij hun terugkomst kunnen de helden het dier gemakkelijk opsluiten en meenemen.
Hun terugweg wordt echter belemmerd door de inboorlingen, de Chahuta-indianen. Ze schieten pijlen, maar worden plots afgeschrikt door geweerschoten. Van tussen de bomen duikt Wiebeling op, die ook op zoek was naar de Marsupilami en nu vergiffenis vraagt voor zijn eerdere daden. Kwabbernoot wil de erfenis delen, maar Wiebeling heeft besloten in Palombië te blijven. De helden zetten hun terugreis zonder problemen, maar met Marsupilami voort.
Terug thuis is het tijd om de erfenis in ontvangst te nemen. Notaris Bitsig opent een envelop van Kwabbernoots overleden oom. Daarin staat dat er geen erfenis is: de oom was straatarm geworden. Hij hoopte dat hij met zijn opdrachten de twee neven levenslessen heeft bijgebracht en echte mannen van hen gemaakt heeft.
Kwabbernoot laat het niet aan zijn hart komen. Zijn en Robbedoes' gedachten gaan uit naar het dier dat nu zijn vrijheid kwijtgespeeld is: de Marsupilami.

## Cameo
Op de tweede plaat is op de achtergrond Yvan Delporte te zien, die sinds 1951 in dienst was bij Dupuis en later hoofdredacteur van Spirou zou worden. Zijn optreden in Robbedoes en de erfenamen was de eerste cameo van Delporte. Daarna zouden er nog veel volgen in diverse reeksen.

## Luisterspel
Robbedoes en de erfgenamen werd in 1973 als luisterspel op 33 toerenplaat uitgebracht. Voor de omslag maakte Franquin een variant van de omslag van het stripverhaal.